# Ferdinando Ruffini
Ferdinando Ruffini (Giulianova, 5 settembre 1961) è un dirigente sportivo ed ex calciatore italiano, di ruolo centrocampista.

## Carriera

### Giocatore
Comincia la sua carriera nel 1978 al Giulianova tra Serie C2 e Serie C1. Passa nel 1982 alla Triestina in Serie C1 dove ottiene una promozione in Serie B. Nel 1984 viene ceduto alla Sambenedettese in Serie B. Nel 1985 approda al Padova, dove gioca per nove stagioni tra Serie C1 e Serie B. Con i biancoscudati ottiene una promozione in Serie B e una in Serie A. Chiude la carriera nel 1996 al Giulianova in Serie C2 ottenendo una promozione in Serie C1.
Con Triestina, Sambenedettese e Padova ha giocato in totale 243 partite in Serie B, segnando 5 gol.

### Dirigente
Terminata la carriera, ha lavorato per Pescara, Grosseto e Gallipoli, dove ha ricoperto il ruolo di  team manager. Nel febbraio 2011 diventa dirigente accompagnatore e responsabile del settore giovanile del Pescara.

## Palmarès

### Club

#### Competizioni nazionali
- Serie C2: 1

Giulianova: 1979-1980
- Serie C1: 1

Triestina: 1982-1983